# 34543 Davidbriggs
34543 Davidbriggs è un asteroide della fascia principale. Scoperto nel 2000, presenta un'orbita caratterizzata da un semiasse maggiore pari a 2,9390351 au e da un'eccentricità di 0,0532972, inclinata di 1,10374° rispetto all'eclittica.
L'asteroide è dedicato allo statunitense David L. Briggs.